# عازور
عازور (به عربی: عازور) یک منطقهٔ مسکونی در لبنان است که در شهرستان جزین واقع شده‌است. عازور ۸۳۰ متر بالاتر از سطح دریا واقع شده‌است.